# Callospermophilus
Callospermophilus — рід мишоподібних гризунів з родини вивіркових. Види Callospermophilus поширені на заході Північної Америки приблизно на висотах від 1000 до 4000 метрів; мешкають переважно в зоні гірських пасовищ і навколишніх місць проживання.

## Морфологічна характеристика
Довжина голови й тулуба 206—312 мм, довжина хвоста 52–116 мм, довжина вух 15–25 мм, довжина задньої лапи 31–48 мм. Забарвлення спини від блідо- до яскраво-червонувато-коричневого. У всіх трьох видів від вуха вниз по спині йдуть дві парні кремово-білі смуги, центр яких коричневий. Ці смуги обрамлені темно-коричневими чи чорними лініями, боки тварин забарвлені від пісочного до сірого кольору. Голова і передня частина тіла від помаранчевого до золотисто-коричневого кольору. Волосяний покрив довший і менш блискучий, ніж у інших видів Marmotini.

## Спосіб життя
Callospermophilus — всеїдні й харчуються переважно насінням, листям, грибами, плодами, а також комахами, дрібними ссавцями, яйцями й молодими птахами. Зазвичай вони поодинокі, але можуть з'являтися невеликими групами навколо джерел їжі. Вони денні, взимку впадають у сплячку.

## Види[2]
1. Callospermophilus lateralis
2. Callospermophilus madrensis
3. Callospermophilus saturatus